# Яз (деревня, Васлуй)
Яз (рум. Iaz)— деревня, расположенная в жудеце Васлуй в Румынии. Входит в состав коммуны Солешти.

## География
Деревня расположена в 294 км к северо-востоку от Бухареста, 20 км к северу от Васлуя, 39 км к югу от   Ясс.

## Население
По данным переписи населения 2002 года в селе проживали 350 человек.

### Национальный состав
| Национальность | Кол-во человек | Процент |
| -------------- | -------------- | ------- |
| Румыны         | 350            | 100 %   |

### Родной язык
| Язык      | Кол-во человек | Процент |
| --------- | -------------- | ------- |
| Румынский | 350            | 100 %   |